# Christian Wernicke
Christian Wernicke (ur. 1661 w Elblągu, zm. 1725 w Kopenhadze) – sławny niemiecki poeta, znany przede wszystkim ze swoich satyr.
Przez pewien czas pracował jako dyplomata w Danii, gdzie zmarł.